# Christmas Cup
Christmas Club – turniej piłkarski organizowany co roku w grudniu w Tuvalu przez krajowy związek piłki nożnej – Tuvalu National Football Association. Biorą w nim udział miejscowe kluby piłkarskie.

## Zwycięzcy
| Rok  | Zwycięzca     | 2. miejsce    | Wynik | Zwycięzca w klasie B | 2. miejsce w klasie B | Wynik |
| ---- | ------------- | ------------- | ----- | -------------------- | --------------------- | ----- |
| 2010 | FC Tofaga     | Lakena United | 1:0   | Lakena United        | FC Tofaga             | 2:1   |
| 2011 | Lakena United | Nauti FC      | 3:2   | FC Tofaga            | Tamanuku              | 4:0   |
| 2012 | FC Manu Laeva | FC Tofaga     | 1:0   | FC Tofaga            | Nauti FC              | 3:0   |